# Kerncentrale Neckarwestheim
Kerncentrale Neckarwestheim (Kernkraftwerk Neckarwestheim) ligt 15 kilometer ten zuiden van Heilbronn in Neckarwestheim in deelstaat Baden-Württemberg aan de river de Neckar.
De centrale heeft twee drukwaterreactoren (PWR), waarvan de laatste op 15 april 2023 werd stilgelegd.
| Reactorblok              | Reactortype | Vermogen | Begin bouw | Inbedrijfname | Stillegging |
| ------------------------ | ----------- | -------- | ---------- | ------------- | ----------- |
| Neckarwestheim-1 (GKN 1) | PWR         | 805 MW   | 1972       | 1976          | 2011        |
| Neckarwestheim-2 (GKN 2) | PWR         | 1310 MW  | 1982       | 1989          | 2023        |